# Danh sách Chủ tịch Thượng viện tạm quyền Hoa Kỳ

Con dấu Chủ tịch Thượng viện tạm quyền Hoa Kỳ

Chủ tịch Thượng viện tạm quyền Hoa Kỳ là quan chức cao cấp thứ hai của Thượng viện Hoa Kỳ. Điều I, Khoảng 3 của Hiến pháp Hoa Kỳ quy định rằng Phó Tổng thống, dù không phải là Thượng nghị sĩ, đồng thời là Chủ tịch Thượng viện. Hiến pháp cũng quy định rằng Thượng viện phải chọn một Chủ tịch Thượng viện tạm quyền để chủ tọa Thượng viện khi Phó Tổng thống vắng mặt:
Thượng viện sẽ chọn một quan chức làm Chủ tịch Thượng viện tạm quyền, trong trường hợp Phó Tổng thống vắng mặt, hoặc khi người đó kế nhiệm chức vụ Tổng thống Hoa Kỳ.— Điều Một, Hiến pháp Hoa Kỳ

Chủ tịch tạm quyền có thể chủ tọa các phiên họp của Thượng viện khi Phó tổng thống vắng mặt. Trong thực tế, cả Phó Tổng thống và Chủ tịch tạm quyền đều không thường xuyên chủ tọa; thay vào đó, vai trò chủ tọa được giao cho các thượng nghị sĩ thứ cấp từ đảng đa số để họ làm quen công việc tại quốc hội.
Chủ tịch tạm quyền đứng thứ ba trong thứ tự kế vị tổng thống, sau Phó Tổng thống, Chủ tịch Hạ viện và trước Ngoại trưởng.
Kể từ năm 1890, Thượng nghị sĩ cao cấp nhất từ đảng đa số thường được chọn làm Chủ tịch tạm quyền, và giữ chức vụ liên tục cho đến khi bầu lên một Chủ tịch khác. Tuy nhiên, trong khóa 118, Chủ tịch tạm quyền là Patty Murray, Thượng nghị sĩ có thâm niên cao thứ hai trong đảng Dân chủ đa số vì Thượng nghị sĩ thâm niên nhất Dianne Feinstein từ chối tranh cử chức vụ này. Trong hầu hết thời gian của Quốc hội khóa 62 (1911-1912), sau khi William Frye từ chức vào ngày 27 tháng 4 năm 1911, năm thượng nghị sĩ — Augustus Bacon, Charles Curtis, Jacob Gallinger, Henry Cabot Lodge và Frank Brandegee — luân phiên làm Chủ tịch tạm quyền trong một thỏa thuận sau khi không người nào giành được đa số phiếu. Năm 1980, Thượng nghị sĩ Milton Young của Đảng Cộng hòa sắp về hưu được phe đa số là Đảng Dân chủ bầu làm Chủ tịch Thượng viện tạm quyền một ngày sau khi Đảng Cộng hòa giành chiến thắng trong cuộc tổng tuyển cử.
Năm 2001, danh hiệu Chủ tịch Thượng viện tạm quyền danh dự được tạo ra, danh hiệu này được trao cho một thượng nghị sĩ từ đảng thiểu số mà trước đây đã từng là Chủ tịch tạm quyền.
Kể từ khi chức vụ được thành lập vào năm 1789, 91 cá nhân, từ 39 trong số 50 bang, đã giữ chức vụ Chủ tịch Thượng viện tạm quyền. Số lượng Chủ tịch tạm quyền của mỗi bang lần lượt như sau:
- Một: Alaska, Arizona, Hawaii, Illinois, Indiana, Louisiana, Maine, Missouri, Nebraska, Nevada, New Jersey, New York, North Dakota, Texas, Washington, West Virginia và Wisconsin;
- Hai: Alabama, Arkansas, Delaware, Iowa, Kansas, Kentucky, Maryland, Rhode Island và Utah;
- Ba: Massachusetts, Ohio và Pennsylvania;
- Bốn: Connecticut, Michigan, Mississippi, Bắc Carolina, Nam Carolina, Tennessee và Vermont;
- Sáu: Georgia và New Hampshire;
- Bảy: Virginia.

## Danh sách Chủ tịch Thượng viện tạm quyền
| Chân dung | Tên                   | Tiểu bang      | Đảng             | Đảng                 | Nhiệm kỳ                                   | Quốc hội khóa                             |
| --- | --------------------- | -------------- | ---------------- | -------------------- | ------------------------------------------ | ----------------------------------------- |
| | John Langdon          | New Hampshire  |                  | Ủng hộ Chính quyền   | 6 tháng 4 – 21 tháng 4 năm 1789            | 1                                         |
| 7 tháng 8 – 9 tháng 8 năm 1789 | John Langdon          | New Hampshire  |                  | Ủng hộ Chính quyền   |                                            | 1                                         |
| | Richard Henry Lee     | Virginia       |                  | Phản đối Chính quyền | 18 tháng 4 – 8 tháng 10 năm 1792           | 2                                         |
| | John Langdon          | New Hampshire  |                  | Ủng hộ Chính quyền   | 5 tháng 11 – 4 tháng 12 năm 1792           | 2                                         |
| 1 tháng 3 – 3 tháng 3 năm 1793 | John Langdon          | New Hampshire  |                  | Ủng hộ Chính quyền   |                                            | 2                                         |
| 4 tháng 3 – 2 tháng 12 năm 1793 | John Langdon          | New Hampshire  | 3                | Ủng hộ Chính quyền   |                                            |                                           |
| | Ralph Izard           | South Carolina | 3                |                      | Ủng hộ Chính quyền                         | 31 tháng 5 – 9 tháng 11 năm 1794          |
| | Henry Tazewell        | Virginia       | 3                |                      | Phản đối Chính quyền                       | 20 tháng 2 – 7 tháng 6 năm 1795           |
| | Henry Tazewell        | Virginia       | Dân chủ Cộng hòa | 4                    |                                            | 20 tháng 2 – 7 tháng 6 năm 1795           |
| 7 tháng 12 – 8 tháng 12 năm 1795 | Henry Tazewell        | Virginia       | Dân chủ Cộng hòa | 4                    |                                            |                                           |
| | Samuel Livermore      | New Hampshire  |                  | 4                    | Liên bang                                  | 6 tháng 5 – 4 tháng 12 năm 1796           |
| | William Bingham       | Pennsylvania   |                  | 4                    | Liên bang                                  | 16 tháng 2 – 3 tháng 3 năm 1797           |
| | William Bradford      | Rhode Island   |                  | Liên bang            | 6 tháng 7 – tháng 10 năm 1797              | 5                                         |
| | Jacob Read            | South Carolina |                  | Liên bang            | 22 tháng 11 – 12 tháng 12 năm 1797         | 5                                         |
| | Theodore Sedgwick     | Massachusetts  |                  | Liên bang            | 27 tháng 6 – 5 tháng 12 năm 1798           | 5                                         |
| | John Laurance         | New York       |                  | Liên bang            | 6 tháng 12 – 27 tháng 12 năm 1798          | 5                                         |
| | James Ross            | Pennsylvania   |                  | Liên bang            | 1 tháng 3 – 1 tháng 12 năm 1799            | 5                                         |
| | Samuel Livermore      | New Hampshire  |                  | Liên bang            | 2 tháng 12 – 29 tháng 12 năm 1799          | 6                                         |
| | Uriah Tracy           | Connecticut    |                  | Liên bang            | 14 tháng 5 – 16 tháng 11 năm 1800          | 6                                         |
| | John E. Howard        | Maryland       |                  | Liên bang            | 21 tháng 11 – 27 tháng 11 năm 1800         | 6                                         |
| | James Hillhouse       | Connecticut    |                  | Liên bang            | 28 tháng 2 – 3 tháng 3 năm 1801            | 6                                         |
| | Abraham Baldwin       | Georgia        |                  | Dân chủ Cộng hòa     | 7 tháng 12 năm 1801 – 14 tháng 1 năm 1802  | 7                                         |
| 17 tháng 4 – 13 tháng 12 năm 1802 | Abraham Baldwin       | Georgia        |                  | Dân chủ Cộng hòa     |                                            | 7                                         |
| | Stephen R. Bradley    | Vermont        |                  | Dân chủ Cộng hòa     | 14 tháng 12 năm 1802 – 18 tháng 1 năm 1803 | 7                                         |
| 25 tháng 2 năm 1803 | Stephen R. Bradley    | Vermont        |                  | Dân chủ Cộng hòa     |                                            | 7                                         |
| 2 tháng 3 – 16 tháng 10 năm 1803 | Stephen R. Bradley    | Vermont        |                  | Dân chủ Cộng hòa     |                                            | 7                                         |
| | John Brown            | Kentucky       |                  | Dân chủ Cộng hòa     | 17 tháng 10 – 6 tháng 12 năm 1803          | 8                                         |
| 23 tháng 1 – 26 tháng 2 năm 1804 | John Brown            | Kentucky       |                  | Dân chủ Cộng hòa     |                                            | 8                                         |
| | Jesse Franklin        | North Carolina |                  | Dân chủ Cộng hòa     | 10 tháng 3 – 4 tháng 11 năm 1804           | 8                                         |
| | Joseph Anderson       | Tennessee      |                  | Dân chủ Cộng hòa     | 15 tháng 1 – 3 tháng 2 năm 1805            | 8                                         |
| 28 tháng 2 – 2 tháng 3 năm 1805 | Joseph Anderson       | Tennessee      |                  | Dân chủ Cộng hòa     |                                            | 8                                         |
| 2 tháng 3 – 1 tháng 12 năm 1805 | Joseph Anderson       | Tennessee      |                  | Dân chủ Cộng hòa     |                                            | 8                                         |
| | Samuel Smith          | Maryland       |                  | Dân chủ Cộng hòa     | 2 tháng 12 – 15 tháng 12 năm 1805          | 9                                         |
| 18 tháng 3 – 30 tháng 11 năm 1806 | Samuel Smith          | Maryland       |                  | Dân chủ Cộng hòa     |                                            | 9                                         |
| 2 tháng 3 – 25 tháng 10 năm 1807 | Samuel Smith          | Maryland       |                  | Dân chủ Cộng hòa     |                                            | 9                                         |
| 16 tháng 4 – 6 tháng 11 năm 1808 | Samuel Smith          | Maryland       | 10               | Dân chủ Cộng hòa     |                                            |                                           |
| | Stephen R. Bradley    | Vermont        | 10               |                      | Dân chủ Cộng hòa                           | 28 tháng 12 năm 1808 – 8 tháng 1 năm 1809 |
| | John Milledge         | Georgia        | 10               |                      | Dân chủ Cộng hòa                           | 30 tháng 1 – 3 tháng 3 năm 1809           |
| 4 tháng 3 – 21 tháng 5 năm 1809 | John Milledge         | Georgia        | 11               |                      | Dân chủ Cộng hòa                           |                                           |
| | Andrew Gregg          | Pennsylvania   | 11               |                      | Dân chủ Cộng hòa                           | 26 tháng 6 – 18 tháng 12 năm 1809         |
| | John Gaillard         | South Carolina | 11               |                      | Dân chủ Cộng hòa                           | 28 tháng 2 – 2 tháng 3 năm 1810           |
| 17 tháng 4 – 11 tháng 12 năm 1810 | John Gaillard         | South Carolina | 11               |                      | Dân chủ Cộng hòa                           |                                           |
| | John Pope             | Kentucky       | 11               |                      | Dân chủ Cộng hòa                           | 23 tháng 2 – 3 tháng 11 năm 1811          |
| | William H. Crawford   | Georgia        |                  | Dân chủ Cộng hòa     | 24 tháng 3 năm 1812 – 3 tháng 3 năm 1813   | 12                                        |
| 4 tháng 3 – 23 tháng 3 năm 1813 | William H. Crawford   | Georgia        | 13               | Dân chủ Cộng hòa     |                                            |                                           |
| | Joseph B. Varnum      | Massachusetts  | 13               |                      | Dân chủ Cộng hòa                           | 6 tháng 12 năm 1813 – 3 tháng 2 năm 1814  |
| | John Gaillard         | South Carolina | 13               |                      | Dân chủ Cộng hòa                           | 18 tháng 4 – 25 tháng 11 năm 1814         |
| 25 tháng 11 năm 1814 – 3 tháng 12 năm 1815 | John Gaillard         | South Carolina | 13               |                      | Dân chủ Cộng hòa                           |                                           |
| 4 tháng 12 năm 1815 – 3 tháng 3 năm 1817 | John Gaillard         | South Carolina | 14               |                      | Dân chủ Cộng hòa                           |                                           |
| 4 tháng 3 năm 1817 | John Gaillard         | South Carolina | 15               |                      | Dân chủ Cộng hòa                           |                                           |
| 6 tháng 3 năm 1817 – 18 tháng 2 năm 1818 | John Gaillard         | South Carolina | 15               |                      | Dân chủ Cộng hòa                           |                                           |
| 31 tháng 3 năm 1818 – 5 tháng 1 năm 1819 | John Gaillard         | South Carolina | 15               |                      | Dân chủ Cộng hòa                           |                                           |
| | James Barbour         | Virginia       | 15               |                      | Dân chủ Cộng hòa                           | 15 tháng 2 – 5 tháng 12 năm 1819          |
| 6 tháng 12 – 26 tháng 12 năm 1819 | James Barbour         | Virginia       | 16               |                      | Dân chủ Cộng hòa                           |                                           |
| | John Gaillard         | South Carolina | 16               |                      | Dân chủ Cộng hòa                           | 25 tháng 1 năm 1820 – 2 tháng 12 năm 1821 |
| 3 tháng 12 – 27 tháng 12 năm 1821 | John Gaillard         | South Carolina | 17               |                      | Dân chủ Cộng hòa                           |                                           |
| 1 tháng 2 – 2 tháng 12 năm 1822 | John Gaillard         | South Carolina | 17               |                      | Dân chủ Cộng hòa                           |                                           |
| 19 tháng 2 – 30 tháng 11 năm 1823 | John Gaillard         | South Carolina | 17               |                      | Dân chủ Cộng hòa                           |                                           |
| 1 tháng 12 năm 1823 – 20 tháng 1 năm 1824 | John Gaillard         | South Carolina | 18               |                      | Dân chủ Cộng hòa                           |                                           |
| 21 tháng 5 năm 1824 – 3 tháng 3 năm 1825 | John Gaillard         | South Carolina | 18               |                      | Dân chủ Cộng hòa                           |                                           |
| 9 tháng 3 – 4 tháng 12 năm 1825 | John Gaillard         | South Carolina | 19               |                      | Dân chủ Cộng hòa                           |                                           |
| | Nathaniel Macon       | North Carolina | 19               |                      | Dân chủ Cộng hòa                           | 20 tháng 5 – 3 tháng 12 năm 1826          |
| 2 tháng 1 – 13 tháng 2 năm 1827 | Nathaniel Macon       | North Carolina | 19               |                      | Dân chủ Cộng hòa                           |                                           |
| 2 tháng 3 – 2 tháng 12 năm 1827 | Nathaniel Macon       | North Carolina | 19               |                      | Dân chủ Cộng hòa                           |                                           |
| | Samuel Smith          | Maryland       |                  | Jacksonian (Dân chủ) | 15 tháng 5 – 18 tháng 12 năm 1828          | 20                                        |
| 13 tháng 3 – 10 tháng 12 năm 1829 | Samuel Smith          | Maryland       | 21               | Jacksonian (Dân chủ) |                                            |                                           |
| 20 tháng 5 – 31 tháng 12 năm 1830 | Samuel Smith          | Maryland       | 21               | Jacksonian (Dân chủ) |                                            |                                           |
| 1 tháng 3 – 4 tháng 12 năm 1831 | Samuel Smith          | Maryland       | 21               | Jacksonian (Dân chủ) |                                            |                                           |
| 5 tháng 12 – 11 tháng 12 năm 1831 | Samuel Smith          | Maryland       | 22               | Jacksonian (Dân chủ) |                                            |                                           |
| | Littleton Tazewell    | Virginia       | 22               |                      | Dân chủ                                    | 9 tháng 7 – 16 tháng 7 năm 1832           |
| | Hugh Lawson White     | Tennessee      | 22               |                      | Dân chủ                                    | 3 tháng 12 năm 1832 – 1 tháng 12 năm 1833 |
| 2 tháng 12 – 15 tháng 12 năm 1833 | Hugh Lawson White     | Tennessee      | 23               |                      | Dân chủ                                    |                                           |
| | George Poindexter     | Mississippi    | 23               |                      | Cộng hòa Quốc gia                          | 28 tháng 6 – 30 tháng 11 năm 1834         |
| | John Tyler            | Virginia       |                  | Cộng hòa Quốc gia    | 3 tháng 3 – 6 tháng 12 năm 1835            | 24                                        |
| | William R. King       | Alabama        |                  | Dân chủ              | 1 tháng 7 – 4 tháng 12 năm 1836            | 24                                        |
| 28 tháng 1 – 3 tháng 3 năm 1837 | William R. King       | Alabama        |                  | Dân chủ              |                                            | 24                                        |
| 7 tháng 3 – 3 tháng 9 năm 1837 | William R. King       | Alabama        | 25               | Dân chủ              |                                            |                                           |
| 13 tháng 10 – 3 tháng 12 năm 1837 | William R. King       | Alabama        | 25               | Dân chủ              |                                            |                                           |
| 2 tháng 7 – 18 tháng 12 năm 1838 | William R. King       | Alabama        | 25               | Dân chủ              |                                            |                                           |
| 25 tháng 2 – 1 tháng 12 năm 1839 | William R. King       | Alabama        | 25               | Dân chủ              |                                            |                                           |
| 2 tháng 12 – 26 tháng 12 năm 1839 | William R. King       | Alabama        | 26               | Dân chủ              |                                            |                                           |
| tháng 7 – 15 tháng 12 năm 1840 | William R. King       | Alabama        | 26               | Dân chủ              |                                            |                                           |
| 3 tháng 3 năm 1841 | William R. King       | Alabama        | 26               | Dân chủ              |                                            |                                           |
| 4 tháng 3 năm 1841 | William R. King       | Alabama        | 27               | Dân chủ              |                                            |                                           |
| | Samuel Southard       | New Jersey     | 27               |                      | Whig                                       | 11 tháng 3 năm 1841 – 31 tháng 5 năm 1842 |
| | Willie P. Mangum      | North Carolina | 27               |                      | Whig                                       | 31 tháng 5 năm 1842 – 3 tháng 12 năm 1843 |
| 4 tháng 12 năm 1843 – 3 tháng 3 năm 1845 | Willie P. Mangum      | North Carolina | 28               |                      | Whig                                       |                                           |
| 4 tháng 3 năm 1845 | Willie P. Mangum      | North Carolina | 29               |                      | Whig                                       |                                           |
| | Ambrose H. Sevier     | Arkansas       | 29               |                      | Dân chủ                                    | 27 tháng 12 năm 1845                      |
| | David R. Atchison     | Missouri       | 29               |                      | Dân chủ                                    | 8 tháng 8 – 6 tháng 12 năm 1846           |
| 11 tháng 1 – 13 tháng 1 năm 1847 | David R. Atchison     | Missouri       | 29               |                      | Dân chủ                                    |                                           |
| 3 tháng 3 – 5 tháng 12 năm 1847 | David R. Atchison     | Missouri       | 29               |                      | Dân chủ                                    |                                           |
| 2 tháng 2 – 8 tháng 2 năm 1848 | David R. Atchison     | Missouri       | 30               |                      | Dân chủ                                    |                                           |
| 1 tháng 6 – 14 tháng 6 năm 1848 | David R. Atchison     | Missouri       | 30               |                      | Dân chủ                                    |                                           |
| 26 tháng 6 – 29 tháng 7 năm 1848 | David R. Atchison     | Missouri       | 30               |                      | Dân chủ                                    |                                           |
| 29 tháng 7 – 4 tháng 12 năm 1848 | David R. Atchison     | Missouri       | 30               |                      | Dân chủ                                    |                                           |
| 26 tháng 12 năm 1848 – 1 tháng 1 năm 1849 | David R. Atchison     | Missouri       | 30               |                      | Dân chủ                                    |                                           |
| 2 tháng 3 – 4 tháng 3 năm 1849 | David R. Atchison     | Missouri       | 30               |                      | Dân chủ                                    |                                           |
| 5 tháng 3 năm 1849 | David R. Atchison     | Missouri       | 31               |                      | Dân chủ                                    |                                           |
| 16 tháng 3 – 2 tháng 12 năm 1849 | David R. Atchison     | Missouri       | 31               |                      | Dân chủ                                    |                                           |
| | William R. King       | Alabama        | 31               |                      | Dân chủ                                    | 6 tháng 5 – 19 tháng 5 năm 1850           |
| 11 tháng 7 năm 1850 – 3 tháng 3 năm 1851 | William R. King       | Alabama        | 31               |                      | Dân chủ                                    |                                           |
| 4 tháng 3 năm 1851 – 20 tháng 12 năm 1852 | William R. King       | Alabama        | 32               |                      | Dân chủ                                    |                                           |
| | David R. Atchison     | Missouri       | 32               |                      | Dân chủ                                    | 20 tháng 12 năm 1852 – 3 tháng 3 năm 1853 |
| 4 tháng 3 năm 1853 – 4 tháng 12 năm 1854 | David R. Atchison     | Missouri       | 33               |                      | Dân chủ                                    |                                           |
| | Lewis Cass            | Michigan       | 33               |                      | Dân chủ                                    | 4 tháng 12 năm 1854                       |
| | Jesse D. Bright       | Indiana        | 33               |                      | Dân chủ                                    | 5 tháng 12 năm 1854 – 2 tháng 12 năm 1855 |
| 5 tháng 12 năm 1855 – 9 tháng 6 năm 1856 | Jesse D. Bright       | Indiana        | 34               |                      | Dân chủ                                    |                                           |
| | Charles E. Stuart     | Michigan       | 34               |                      | Dân chủ                                    | 9 tháng 6 – 10 tháng 7 năm 1856           |
| | Jesse D. Bright       | Indiana        | 34               |                      | Dân chủ                                    | 11 tháng 6 năm 1856 – 6 tháng 1 năm 1857  |
| | James M. Mason        | Virginia       | 34               |                      | Dân chủ                                    | 6 tháng 1 – 3 tháng 3 năm 1857            |
| 4 tháng 3 năm 1857 | James M. Mason        | Virginia       | 35               |                      | Dân chủ                                    |                                           |
| | Thomas J. Rusk        | Texas          | 35               |                      | Dân chủ                                    | 14 tháng 3 – 29 tháng 7 năm 1857          |
| | Benjamin Fitzpatrick  | Alabama        | 35               |                      | Dân chủ                                    | 7 tháng 12 – 20 tháng 12 năm 1857         |
| 29 tháng 3 – 2 tháng 5 năm 1858 | Benjamin Fitzpatrick  | Alabama        | 35               |                      | Dân chủ                                    |                                           |
| 14 tháng 6 – 5 tháng 12 năm 1858 | Benjamin Fitzpatrick  | Alabama        | 35               |                      | Dân chủ                                    |                                           |
| 19 tháng 1, 1859 | Benjamin Fitzpatrick  | Alabama        | 35               |                      | Dân chủ                                    |                                           |
| 25 tháng 1 – 9 tháng 2, 1859 | Benjamin Fitzpatrick  | Alabama        | 35               |                      | Dân chủ                                    |                                           |
| 9 tháng 3 – 4 tháng 12 năm 1859 | Benjamin Fitzpatrick  | Alabama        | 36               |                      | Dân chủ                                    |                                           |
| 19 tháng 12 năm 1859 – 15 tháng 1 năm 1860 | Benjamin Fitzpatrick  | Alabama        | 36               |                      | Dân chủ                                    |                                           |
| 20 tháng 2 – 26 tháng 2 năm 1860 | Benjamin Fitzpatrick  | Alabama        | 36               |                      | Dân chủ                                    |                                           |
| | Jesse D. Bright       | Indiana        | 36               |                      | Dân chủ                                    | 12 tháng 6 – 13 tháng 7 năm 1860          |
| | Benjamin Fitzpatrick  | Alabama        | 36               |                      | Dân chủ                                    | 26 tháng 6 – 2 tháng 12 năm 1860          |
| | Solomon Foot          | Vermont        | 36               |                      | Cộng hòa                                   | 16 tháng 2 – 17 tháng 2 năm 1861          |
| 23 tháng 3 – 3 tháng 7 năm 1861 | Solomon Foot          | Vermont        | 37               |                      | Cộng hòa                                   |                                           |
| 18 tháng 7 – 1 tháng 12 năm 1861 | Solomon Foot          | Vermont        | 37               |                      | Cộng hòa                                   |                                           |
| Ngày 15 tháng 1 năm 1862 | Solomon Foot          | Vermont        | 37               |                      | Cộng hòa                                   |                                           |
| 31 tháng 3 – 21 tháng 5 năm 1862 | Solomon Foot          | Vermont        | 37               |                      | Cộng hòa                                   |                                           |
| 19 tháng 6 – 12 tháng 12 năm 1862 | Solomon Foot          | Vermont        | 37               |                      | Cộng hòa                                   |                                           |
| 18 tháng 2 – 3 tháng 3 năm 1863 | Solomon Foot          | Vermont        | 37               |                      | Cộng hòa                                   |                                           |
| 4 tháng 3 – 6 tháng 12 năm 1863 | Solomon Foot          | Vermont        | 38               |                      | Cộng hòa                                   |                                           |
| 18 tháng 12 – 20 tháng 12 năm 1863 | Solomon Foot          | Vermont        | 38               |                      | Cộng hòa                                   |                                           |
| 23 tháng 2 năm 1864 | Solomon Foot          | Vermont        | 38               |                      | Cộng hòa                                   |                                           |
| 11 tháng 3 – 13 tháng 3 năm 1864 | Solomon Foot          | Vermont        | 38               |                      | Cộng hòa                                   |                                           |
| 11 tháng 4 – 13 tháng 4 năm 1864 | Solomon Foot          | Vermont        | 38               |                      | Cộng hòa                                   |                                           |
| | Daniel Clark          | New Hampshire  | 38               |                      | Cộng hòa                                   | 26 tháng 4 năm 1864 – 4 tháng 1 năm 1865  |
| 9 tháng 2 – 19 tháng 2 năm 1865 | Daniel Clark          | New Hampshire  | 38               |                      | Cộng hòa                                   |                                           |
| | Lafayette S. Foster   | Connecticut    |                  | Cộng hòa             | 7 tháng 3 năm 1865 – 2 tháng 3 năm 1867    | 39                                        |
| | Benjamin F. Wade      | Ohio           |                  | Cộng hòa             | 2 tháng 3 – 3 tháng 3 năm 1867             | 39                                        |
| 4 tháng 3 năm 1867 – 3 tháng 3 năm 1869 | Benjamin F. Wade      | Ohio           | 40               | Cộng hòa             |                                            |                                           |
| | Henry B. Anthony      | Rhode Island   |                  | Cộng hòa             | 23 tháng 3 – 28 tháng 3 năm 1869           | 41                                        |
| 9 tháng 4 – 5 tháng 12 năm 1869 | Henry B. Anthony      | Rhode Island   |                  | Cộng hòa             |                                            | 41                                        |
| 28 tháng 5 – 2 tháng 6 năm 1870 | Henry B. Anthony      | Rhode Island   |                  | Cộng hòa             |                                            | 41                                        |
| 1 tháng 7 – 5 tháng 7 năm 1870 | Henry B. Anthony      | Rhode Island   |                  | Cộng hòa             |                                            | 41                                        |
| 14 tháng 7 – 4 tháng 12 năm 1870 | Henry B. Anthony      | Rhode Island   |                  | Cộng hòa             |                                            | 41                                        |
| 10 tháng 3 – 12 tháng 3 năm 1871 | Henry B. Anthony      | Rhode Island   | 42               | Cộng hòa             |                                            |                                           |
| 17 tháng 4 – 9 tháng 5 năm 1871 | Henry B. Anthony      | Rhode Island   | 42               | Cộng hòa             |                                            |                                           |
| 23 tháng 5 – 3 tháng 12 năm 1871 | Henry B. Anthony      | Rhode Island   | 42               | Cộng hòa             |                                            |                                           |
| 21 tháng 12 năm 1871 – 7 tháng 1 năm 1872 | Henry B. Anthony      | Rhode Island   | 42               | Cộng hòa             |                                            |                                           |
| 23 tháng 2 – 25 tháng 2 năm 1872 | Henry B. Anthony      | Rhode Island   | 42               | Cộng hòa             |                                            |                                           |
| 8 tháng 6 – 1 tháng 12 năm 1872 | Henry B. Anthony      | Rhode Island   | 42               | Cộng hòa             |                                            |                                           |
| 4 tháng 12 – 8 tháng 12 năm 1872 | Henry B. Anthony      | Rhode Island   | 42               | Cộng hòa             |                                            |                                           |
| 13 tháng 12 – 15 tháng 12 năm 1872 | Henry B. Anthony      | Rhode Island   | 42               | Cộng hòa             |                                            |                                           |
| 20 tháng 12 năm 1872 – 5 tháng 1 năm 1873 | Henry B. Anthony      | Rhode Island   | 42               | Cộng hòa             |                                            |                                           |
| 24 tháng 1 năm 1873 | Henry B. Anthony      | Rhode Island   | 42               | Cộng hòa             |                                            |                                           |
| | Matthew H. Carpenter  | Wisconsin      |                  | Cộng hòa             | 12 tháng 3 – 13 tháng 3 năm 1873           | 43                                        |
| 26 tháng 3 – 30 tháng 11 năm 1873 | Matthew H. Carpenter  | Wisconsin      |                  | Cộng hòa             |                                            | 43                                        |
| 11 tháng 12 năm 1873 – 6 tháng 12 năm 1874 | Matthew H. Carpenter  | Wisconsin      |                  | Cộng hòa             |                                            | 43                                        |
| 23 tháng 12 năm 1874 – 4 tháng 1 năm 1875 | Matthew H. Carpenter  | Wisconsin      |                  | Cộng hòa             |                                            | 43                                        |
| | Henry B. Anthony      | Rhode Island   |                  | Cộng hòa             | 25 tháng 1 – 31 tháng 1 năm 1875           | 43                                        |
| 15 tháng 2 – 17 tháng 2 năm 1875 | Henry B. Anthony      | Rhode Island   |                  | Cộng hòa             |                                            | 43                                        |
| | Thomas W. Ferry       | Michigan       |                  | Cộng hòa             | 9 tháng 3 – 10 tháng 3 năm 1875            | 44                                        |
| 19 tháng 3 – 20 tháng 12 năm 1875 | Thomas W. Ferry       | Michigan       |                  | Cộng hòa             |                                            | 44                                        |
| 20 tháng 12 năm 1875 – 4 tháng 3 năm 1877 | Thomas W. Ferry       | Michigan       |                  | Cộng hòa             |                                            | 44                                        |
| 5 tháng 3 năm 1877 | Thomas W. Ferry       | Michigan       | 45               | Cộng hòa             |                                            |                                           |
| 26 tháng 2 – 3 tháng 3 năm 1878 | Thomas W. Ferry       | Michigan       | 45               | Cộng hòa             |                                            |                                           |
| 17 tháng 4 – 1 tháng 12 năm 1878 | Thomas W. Ferry       | Michigan       | 45               | Cộng hòa             |                                            |                                           |
| 3 tháng 3 – 17 tháng 3 năm 1879 | Thomas W. Ferry       | Michigan       | 45               | Cộng hòa             |                                            |                                           |
| | Allen G. Thurman      | Ohio           |                  | Dân chủ              | 15 tháng 4 – 30 tháng 11 năm 1879          | 46                                        |
| 7 tháng 4 – 14 tháng 4 năm 1880 | Allen G. Thurman      | Ohio           |                  | Dân chủ              |                                            | 46                                        |
| 6 tháng 5 – 5 tháng 12 năm 1880 | Allen G. Thurman      | Ohio           |                  | Dân chủ              |                                            | 46                                        |
| | Thomas F. Bayard, Sr. | Delaware       |                  | Dân chủ              | 10 tháng 10 – 13 tháng 10 năm 1881         | 47                                        |
| | David Davis           | Illinois       |                  | Độc lập              | 13 tháng 10 năm 1881 – 3 tháng 3 năm 1883  | 47                                        |
| | George F. Edmunds     | Vermont        |                  | Cộng hòa             | 3 tháng 3 – 2 tháng 12 năm 1883            | 47                                        |
| 3 tháng 12 năm 1883 – 14 tháng 1 năm 1884 | George F. Edmunds     | Vermont        | 48               | Cộng hòa             |                                            |                                           |
| 14 tháng 1 năm 1884 – 3 tháng 3 năm 1885 | George F. Edmunds     | Vermont        | 48               | Cộng hòa             |                                            |                                           |
| | John Sherman          | Ohio           |                  | Cộng hòa             | 7 tháng 12 năm 1885 – 26 tháng 2 năm 1887  | 49                                        |
| | John James Ingalls    | Kansas         |                  | Cộng hòa             | 26 tháng 2 – 4 tháng 12 năm 1887           | 49                                        |
| 5 tháng 12 năm 1887 – 3 tháng 3 năm 1889 | John James Ingalls    | Kansas         | 50               | Cộng hòa             |                                            |                                           |
| 7 tháng 3 – 17 tháng 3 năm 1889 | John James Ingalls    | Kansas         | 51               | Cộng hòa             |                                            |                                           |
| 2 tháng 4 – 1 tháng 12 năm 1889 | John James Ingalls    | Kansas         | 51               | Cộng hòa             |                                            |                                           |
| 5 tháng 12 – 10 tháng 12 năm 1889 | John James Ingalls    | Kansas         | 51               | Cộng hòa             |                                            |                                           |
| 28 tháng 2 – 18 tháng 3 năm 1890 | John James Ingalls    | Kansas         | 51               | Cộng hòa             |                                            |                                           |
| 3 tháng 4 năm 1890 – 2 tháng 3 năm 1891 | John James Ingalls    | Kansas         | 51               | Cộng hòa             |                                            |                                           |
| | Charles F. Manderson  | Nebraska       | 51               |                      | Cộng hòa                                   | 2 tháng 3 – 6 tháng 12 năm 1891           |
| 7 tháng 12 năm 1891 – 3 tháng 3 năm 1893 | Charles F. Manderson  | Nebraska       | 52               |                      | Cộng hòa                                   |                                           |
| 4 tháng 3 – 22 tháng 3 năm 1893 | Charles F. Manderson  | Nebraska       | 53               |                      | Cộng hòa                                   |                                           |
| | Isham G. Harris       | Tennessee      | 53               |                      | Dân chủ                                    | 22 tháng 3 năm 1893 – 7 tháng 1 năm 1895  |
| | Matt W. Ransom        | North Carolina | 53               |                      | Dân chủ                                    | 7 tháng 1 – 10 tháng 1 năm 1895           |
| | Isham G. Harris       | Tennessee      | 53               |                      | Dân chủ                                    | 10 tháng 1 – 3 tháng 3 năm 1895           |
| | William P. Frye       | Maine          |                  | Cộng hòa             | 7 tháng 2 năm 1896 – 3 tháng 3 năm 1897    | 54                                        |
| 4 tháng 3 năm 1897 – 3 tháng 12 năm 1899 | William P. Frye       | Maine          | 55               | Cộng hòa             |                                            |                                           |
| 4 tháng 12 năm 1899 – 3 tháng 3 năm 1901 | William P. Frye       | Maine          | 56               | Cộng hòa             |                                            |                                           |
| 7 tháng 3 năm 1901 – 4 tháng 3 năm 1903 | William P. Frye       | Maine          | 57               | Cộng hòa             |                                            |                                           |
| 5 tháng 3 năm 1903 – 3 tháng 3 năm 1905 | William P. Frye       | Maine          | 58               | Cộng hòa             |                                            |                                           |
| 4 tháng 3 năm 1905 – 3 tháng 3 năm 1907 | William P. Frye       | Maine          | 59               | Cộng hòa             |                                            |                                           |
| 5 tháng 12 năm 1907 – 3 tháng 3 năm 1909 | William P. Frye       | Maine          | 60               | Cộng hòa             |                                            |                                           |
| 4 tháng 3 năm 1909 – 3 tháng 4 năm 1911 | William P. Frye       | Maine          | 61               | Cộng hòa             |                                            |                                           |
| 4 tháng 4 – 27 tháng 4 năm 1911 | William P. Frye       | Maine          | 62               | Cộng hòa             |                                            |                                           |
| | Augustus O. Bacon     | Georgia        | 62               |                      | Dân chủ                                    | 14 tháng 8 năm 1911                       |
| | Charles Curtis        | Kansas         | 62               |                      | Cộng hòa                                   | 4 tháng 12 – 12 tháng 12 năm 1911         |
| | Augustus O. Bacon     | Georgia        | 62               |                      | Dân chủ                                    | 15 tháng 1 – 17 tháng 1 năm 1912          |
| | Jacob H. Gallinger    | New Hampshire  | 62               |                      | Cộng hòa                                   | 12 tháng 2 – 14 tháng 2 năm 1912          |
| | Augustus O. Bacon     | Georgia        | 62               |                      | Dân chủ                                    | 11 tháng 3 – 12 tháng 3 năm 1912          |
| | Frank B. Brandegee    | Connecticut    | 62               |                      | Cộng hòa                                   | 25 tháng 3 – 26 tháng 3 năm 1912          |
| | Augustus O. Bacon     | Georgia        | 62               |                      | Dân chủ                                    | 8 tháng 4 năm 1912                        |
| | Jacob H. Gallinger    | New Hampshire  | 62               |                      | Cộng hòa                                   | 26 tháng 4 – 27 tháng 4 năm 1912          |
| 7 tháng 5 năm 1912 | Jacob H. Gallinger    | New Hampshire  | 62               |                      | Cộng hòa                                   |                                           |
| | Augustus O. Bacon     | Georgia        | 62               |                      | Dân chủ                                    | 10 tháng 5 năm 1912                       |
| | Henry Cabot Lodge     | Massachusetts  | 62               |                      | Cộng hòa                                   | Ngày 25 tháng 5 năm 1912                  |
| | Augustus O. Bacon     | Georgia        | 62               |                      | Dân chủ                                    | 30 tháng 5 – 3 tháng 6 năm 1912           |
| 13 tháng 6 – 5 tháng 7 năm 1912 | Augustus O. Bacon     | Georgia        | 62               |                      | Dân chủ                                    |                                           |
| | Jacob H. Gallinger    | New Hampshire  | 62               |                      | Cộng hòa                                   | 6 tháng 7 – 31 tháng 7 năm 1912           |
| | Augustus O. Bacon     | Georgia        | 62               |                      | Dân chủ                                    | 1 tháng 8 – 10 tháng 8 năm 1912           |
| | Jacob H. Gallinger    | New Hampshire  | 62               |                      | Cộng hòa                                   | 12 tháng 8 – 26 tháng 8 năm 1912          |
| | Augustus O. Bacon     | Georgia        | 62               |                      | Dân chủ                                    | 27 tháng 8 – 15 tháng 12 năm 1912         |
| | Jacob H. Gallinger    | New Hampshire  | 62               |                      | Cộng hòa                                   | 16 tháng 12 năm 1912                      |
| 4 tháng 1 năm 1913 | Jacob H. Gallinger    | New Hampshire  | 62               |                      | Cộng hòa                                   |                                           |
| | Augustus O. Bacon     | Georgia        | 62               |                      | Dân chủ                                    | 5 tháng 1 – 18 tháng 1 năm 1913           |
| | Jacob H. Gallinger    | New Hampshire  | 62               |                      | Cộng hòa                                   | 19 tháng 1 – 1 tháng 2 năm 1913           |
| | Augustus O. Bacon     | Georgia        | 62               |                      | Dân chủ                                    | 2 tháng 2 – 15 tháng 2 năm 1913           |
| | Jacob H. Gallinger    | New Hampshire  | 62               |                      | Cộng hòa                                   | 16 tháng 2 – 3 tháng 3 năm 1913           |
| | James Paul Clarke     | Arkansas       |                  | Dân chủ              | 13 tháng 3 năm 1913 – 3 tháng 3 năm 1915   | 63                                        |
| 6 tháng 12 năm 1915 – 1 tháng 10 năm 1916 | James Paul Clarke     | Arkansas       | 64               | Dân chủ              |                                            |                                           |
| | Willard Saulsbury Jr. | Delaware       | 64               |                      | Dân chủ                                    | 14 tháng 12 năm 1916 – 4 tháng 3 năm 1917 |
| 5 tháng 3 năm 1917 – 3 tháng 3 năm 1919 | Willard Saulsbury Jr. | Delaware       | 65               |                      | Dân chủ                                    |                                           |
| | Albert B. Cummins     | Iowa           |                  | Cộng hòa             | 19 tháng 5 năm 1919 – 3 tháng 3 năm 1921   | 66                                        |
| 7 tháng 3 năm 1921 – 2 tháng 12 năm 1923 | Albert B. Cummins     | Iowa           | 67               | Cộng hòa             |                                            |                                           |
| 3 tháng 12 năm 1923 – 3 tháng 3 năm 1925 | Albert B. Cummins     | Iowa           | 68               | Cộng hòa             |                                            |                                           |
| 4 tháng 3 – 6 tháng 3 năm 1925 | Albert B. Cummins     | Iowa           | 69               | Cộng hòa             |                                            |                                           |
| | George H. Moses       | New Hampshire  | 69               |                      | Cộng hòa                                   | 6 tháng 3 năm 1925 – 4 tháng 3 năm 1927   |
| 15 tháng 12 năm 1927 – 3 tháng 3 năm 1929 | George H. Moses       | New Hampshire  | 70               |                      | Cộng hòa                                   |                                           |
| 4 tháng 3 năm 1929 – 6 tháng 12 năm 1931 | George H. Moses       | New Hampshire  | 71               |                      | Cộng hòa                                   |                                           |
| 7 tháng 12 năm 1931 – 3 tháng 3 năm 1933 | George H. Moses       | New Hampshire  | 72               |                      | Cộng hòa                                   |                                           |
| | Key Pittman           | Nevada         |                  | Dân chủ              | 9 tháng 3 năm 1933 – 2 tháng 1 năm 1935    | 73                                        |
| 7 tháng 1 năm 1935 – 4 tháng 1 năm 1937 | Key Pittman           | Nevada         | 74               | Dân chủ              |                                            |                                           |
| 5 tháng 1 năm 1937 – 2 tháng 1 năm 1939 | Key Pittman           | Nevada         | 75               | Dân chủ              |                                            |                                           |
| 3 tháng 1 năm 1939 – 10 tháng 11 năm 1940 | Key Pittman           | Nevada         | 76               | Dân chủ              |                                            |                                           |
| | William H. King       | Utah           | 76               |                      | Dân chủ                                    | 19 tháng 11 năm 1940 – 3 tháng 1 năm 1941 |
| | Pat Harrison          | Mississippi    |                  | Dân chủ              | 6 tháng 1 – 22 tháng 6 năm 1941            | 77                                        |
| | Carter Glass          | Virginia       |                  | Dân chủ              | 10 tháng 7 năm 1941 – 5 tháng 1 năm 1943   | 77                                        |
| 14 tháng 1 năm 1943 – 2 tháng 1 năm 1945 | Carter Glass          | Virginia       | 78               | Dân chủ              |                                            |                                           |
| | Kenneth McKellar      | Tennessee      |                  | Dân chủ              | 6 tháng 1 năm 1945 – 2 tháng 1 năm 1947    | 79                                        |
| | Arthur H. Vandenberg  | Michigan       |                  | Cộng hòa             | 4 tháng 1 năm 1947 – 2 tháng 1 năm 1949    | 80                                        |
| | Kenneth McKellar      | Tennessee      |                  | Dân chủ              | 3 tháng 1 năm 1949 – 2 tháng 1 năm 1951    | 81                                        |
| 3 tháng 1 năm 1951 – 2 tháng 1 năm 1953 | Kenneth McKellar      | Tennessee      | 82               | Dân chủ              |                                            |                                           |
| | Styles Bridges        | New Hampshire  |                  | Cộng hòa             | 3 tháng 1 năm 1953 – 4 tháng 1 năm 1955    | 83                                        |
| | Walter F. George      | Georgia        |                  | Dân chủ              | 5 tháng 1 năm 1955 – 2 tháng 1 năm 1957    | 84                                        |
| | Carl Hayden           | Arizona        |                  | Dân chủ              | 3 tháng 1 năm 1957 – 6 tháng 1 năm 1959    | 85                                        |
| 7 tháng 1 năm 1959 – 2 tháng 1 năm 1961 | Carl Hayden           | Arizona        | 86               | Dân chủ              |                                            |                                           |
| 3 tháng 1 năm 1961 – 8 tháng 1 năm 1963 | Carl Hayden           | Arizona        | 87               | Dân chủ              |                                            |                                           |
| 9 tháng 1 năm 1963 – 3 tháng 1 năm 1965 | Carl Hayden           | Arizona        | 88               | Dân chủ              |                                            |                                           |
| 4 tháng 1 năm 1965 – 9 tháng 1 năm 1967 | Carl Hayden           | Arizona        | 89               | Dân chủ              |                                            |                                           |
| 10 tháng 1 năm 1967 – 2 tháng 1 năm 1969 | Carl Hayden           | Arizona        | 90               | Dân chủ              |                                            |                                           |
| | Richard Russell Jr.   | Georgia        |                  | Dân chủ              | 3 tháng 1 năm 1969 – 20 tháng 1 năm 1971   | 91                                        |
| 21 tháng 1 năm 1971 | Richard Russell Jr.   | Georgia        | 92               | Dân chủ              |                                            |                                           |
| | Allen J. Ellender     | Louisiana      | 92               |                      | Dân chủ                                    | 22 tháng 1 năm 1971 – 27 tháng 7 năm 1972 |
| | James Eastland        | Mississippi    | 92               |                      | Dân chủ                                    | 28 tháng 7 năm 1972 – 2 tháng 1 năm 1973  |
| 3 tháng 1 năm 1973 – 13 tháng 1 năm 1975 | James Eastland        | Mississippi    | 93               |                      | Dân chủ                                    |                                           |
| 14 tháng 1 năm 1975 – 3 tháng 1 năm 1977 | James Eastland        | Mississippi    | 94               |                      | Dân chủ                                    |                                           |
| 4 tháng 1 năm 1977 – 27 tháng 12 năm 1978 | James Eastland        | Mississippi    | 95               |                      | Dân chủ                                    |                                           |
| | Warren Magnuson       | Washington     |                  | Dân chủ              | 15 tháng 1 năm 1979 – 4 tháng 12 năm 1980  | 96                                        |
| | Milton Young          | North Dakota   |                  | Cộng hòa             | 5 tháng 12 năm 1980                        | 96                                        |
| | Warren Magnuson       | Washington     |                  | Dân chủ              | 6 tháng 12 năm 1980 – 4 tháng 1 năm 1981   | 96                                        |
| | Strom Thurmond        | South Carolina |                  | Cộng hòa             | 5 tháng 1 năm 1981 – 2 tháng 1 năm 1983    | 97                                        |
| 3 tháng 1 năm 1983 – 2 tháng 1 năm 1985 | Strom Thurmond        | South Carolina | 98               | Cộng hòa             |                                            |                                           |
| 3 tháng 1 năm 1985 – 5 tháng 1 năm 1987 | Strom Thurmond        | South Carolina | 99               | Cộng hòa             |                                            |                                           |
| | John C. Stennis       | Mississippi    |                  | Dân chủ              | 6 tháng 1 năm 1987 – 3 tháng 1 năm 1989    | 100                                       |
| | Robert Byrd           | West Virginia  |                  | Dân chủ              | 3 tháng 1 năm 1989 – 2 tháng 1 năm 1991    | 101                                       |
| 3 tháng 1 năm 1991 – 4 tháng 1 năm 1993 | Robert Byrd           | West Virginia  | 102              | Dân chủ              |                                            |                                           |
| 5 tháng 1 năm 1993 – 3 tháng 1 năm 1995 | Robert Byrd           | West Virginia  | 103              | Dân chủ              |                                            |                                           |
| | Strom Thurmond        | South Carolina |                  | Cộng hòa             | 4 tháng 1 năm 1995 – 6 tháng 1 năm 1997    | 104                                       |
| 7 tháng 1 năm 1997 – 6 tháng 1 năm 1999 | Strom Thurmond        | South Carolina | 105              | Cộng hòa             |                                            |                                           |
| 7 tháng 1 năm 1999 – 3 tháng 1 năm 2001 | Strom Thurmond        | South Carolina | 106              | Cộng hòa             |                                            |                                           |
| | Robert Byrd           | West Virginia  |                  | Dân chủ              | 3 tháng 1 – 20 tháng 1 năm 2001            | 107                                       |
| | Strom Thurmond        | South Carolina |                  | Cộng hòa             | 20 tháng 1 – 6 tháng 6 năm 2001            | 107                                       |
| | Robert Byrd           | West Virginia  |                  | Dân chủ              | 6 tháng 6 năm 2001 – 3 tháng 1 năm 2003    | 107                                       |
| | Ted Stevens           | Alaska         |                  | Cộng hòa             | 3 tháng 1 năm 2003 – 3 tháng 1 năm 2005    | 108                                       |
| 3 tháng 1 năm 2005 – 4 tháng 1 năm 2007 | Ted Stevens           | Alaska         | 109              | Cộng hòa             |                                            |                                           |
| | Robert Byrd           | West Virginia  |                  | Dân chủ              | 4 tháng 1 năm 2007 – 3 tháng 1 năm 2009    | 110                                       |
| 3 tháng 1 năm 2009 – 28 tháng 6 năm 2010 | Robert Byrd           | West Virginia  | 111              | Dân chủ              |                                            |                                           |
| | Daniel Inouye         | Hawaii         | 111              |                      | Democratic                                 | 28 tháng 6 năm 2010 – 5 tháng 1 năm 2011  |
| 5 tháng 1 năm 2011 – 17 tháng 12 năm 2012 | Daniel Inouye         | Hawaii         | 112              |                      | Democratic                                 |                                           |
| | Patrick Leahy         | Vermont        | 112              |                      | Dân chủ                                    | 17 tháng 12 năm 2012 – 3 tháng 1 năm 2013 |
| 3 tháng 1 năm 2013 – 3 tháng 1 năm 2015 | Patrick Leahy         | Vermont        | 113              |                      | Dân chủ                                    |                                           |
| | Orrin Hatch           | Utah           |                  | Cộng hòa             | 3 tháng 1, 2015 – 3 tháng 1 năm 2017       | 114                                       |
| 3 tháng 1, 2017 – 3 tháng 1 năm 2019 | Orrin Hatch           | Utah           | 115              | Cộng hòa             |                                            |                                           |
| | Chuck Grassley        | Iowa           |                  | Cộng hòa             | 3 tháng 1, 2019 – 3 tháng 1, 2021          | 116                                       |
| 3 tháng 1, 2021 – 20 tháng 1, 2021 | Chuck Grassley        | Iowa           | 117              | Cộng hòa             |                                            |                                           |
| | Patrick Leahy         | Vermont        | 117              |                      | Dân chủ                                    | 20 tháng 1, 2021 – 3 tháng 1, 2023        |
| | Patty Murray          | Washington     |                  | Dân chủ              | 3 tháng 1, 2023 – 3 tháng 1, 2025          | 118                                       |
| | Chuck Grassley        | Iowa           |                  | Cộng hòa             | 3 tháng 1, 2025 – đương nhiệm              | 119                                       |
| Ủng hộ Chính quyền (2) • Phản đối Chính quyền (2) • Dân chủ Cộng hòa (15) • Liên bang (10) • Dân chủ (34) • Cộng hòa Quốc gia (2) • Whig (2) • Cộng hòa (25) • Độc lập (1) |                       |                |                  |                      |                                            |                                           |

Ghi chú:
1. ↑  Phục vụ trong thời gian nhiệm kỳ phó tổng thống trống, từ 6 tháng 4 đến 21 tháng 4 năm 1789, trước lễ nhậm chức của John Adams.
2. ↑  Phục vụ trong thời gian nhiệm kỳ phó tổng thống trống, từ ngày 20 tháng 4 năm 1812 đến 4 tháng 3 năm 1813, sau cái chết của George Clinton.
3. ↑  Phục vụ trong thời gian nhiệm kỳ phó tổng thống trống, từ 23 tháng 11 năm 1814 đến 4 tháng 3 năm 1817, sau cái chết của Elbridge Gerry.
4. ↑  Phục vụ trong thời gian nhiệm kỳ phó tổng thống trống, từ 28 tháng 12 năm 1832 đến 4 tháng 3 năm 1833, sau khi John C. Calhoun từ chức.
5. 1 2  Phục vụ trong thời gian nhiệm kỳ phó tổng thống trống, từ 4 tháng 4 năm 1841 đến 4 tháng 3 năm 1845, sau khi John Tyler kế nhiệm chức tổng thống.
6. ↑  Ambrose H. Sevier không được chính thức bầu làm chủ tịch tạm quyền, nhưng được phép giữ ghế trong ngày.
7. 1 2  Phục vụ trong thời gian nhiệm kỳ phó tổng thống trống, từ 9 tháng 7 năm 1850 đến 4 tháng 3 năm 1853, sau khi Millard Fillmore kế nhiệm chức tổng thống.
8. 1 2 3 4 5 6  Phục vụ trong thời gian nhiệm kỳ phó tổng thống trống, từ 18 tháng 4 năm 1853 đến 4 tháng 3 năm 1857, sau cái chết của William R. King.
9. 1 2  Phục vụ trong thời gian nhiệm kỳ phó tổng thống trống, từ 15 tháng 4 năm 1865 đến 4 tháng 3 năm 1869, sau khi Andrew Johnson kế nhiệm chức tổng thống.
10. ↑  Phục vụ trong thời gian nhiệm kỳ phó tổng thống trống, từ 22 tháng 11 năm 1875 đến 4 tháng 3 năm 1877, sau cái chết của Henry Wilson.
11. 1 2 3  Phục vụ trong thời gian nhiệm kỳ phó tổng thống trống, từ 19 tháng 9 năm 1881 đến 4 tháng 3 năm 1885, sau khi Chester A. Arthur kế nhiệm chức tổng thống.
12. 1 2  Phục vụ trong thời gian nhiệm kỳ phó tổng thống trống, từ 25 tháng 11 năm 1885 đến 4 tháng 3 năm 1889, sau cái chết của Thomas A. Hendricks.
13. ↑  Phục vụ trong thời gian nhiệm kỳ phó tổng thống trống, từ 21 tháng 11 năm 1899 đến 4 tháng 3 năm 1901, sau cái chết của Garret Hobart.
14. ↑  Phục vụ trong thời gian nhiệm kỳ phó tổng thống trống, từ 14 tháng 9 năm 1901 đến 4 tháng 3 năm 1905, sau khi Theodore Roosevelt kế nhiệm chức tổng thống.
15. 1 2 3 4 5 6  Phục vụ trong thời gian nhiệm kỳ phó tổng thống trống, từ 30 tháng 10 năm 1912 đến 4 tháng 3 năm 1913, sau cái chết của James S. Sherman.
16. ↑  Phục vụ trong thời gian nhiệm kỳ phó tổng thống trống, từ 2 tháng 8 năm 1923 đến 4 tháng 3 năm 1925, sau khi Calvin Coolidge kế nhiệm chức tổng thống.
17. 1 2 3  Phục vụ trong thời gian nhiệm kỳ phó tổng thống trống, từ 12 tháng 4 năm 1945 đến 20 tháng 1 năm 1949, sau khi Harry S. Truman kế nhiệm chức tổng thống.
18. ↑  Phục vụ trong thời gian nhiệm kỳ phó tổng thống trống, từ 22 tháng 11 năm 1963 đến 20 tháng 1 năm 1965, sau khi Lyndon B. Johnson kế nhiệm chức tổng thống.
19. ↑  Phục vụ trong thời gian nhiệm kỳ phó tổng thống trống, từ 10 tháng 10 năm 1973 đến 6 tháng 12 năm 1973, sau khi Spiro Agnew từ chức.
20. ↑  Phục vụ trong thời gian nhiệm kỳ phó tổng thống trống, từ 9 tháng 8 năm 1974 đến 19 tháng 12 năm 1974, sau khi Gerald Ford kế nhiệm chức tổng thống.

## Danh sách Chủ tịch Thượng viện tạm quyền danh dự
Năm 2001, danh hiệu Chủ tịch Thượng viện tạm quyền danh dự được tạo ra, danh hiệu này được trao cho một thượng nghị sĩ từ đảng thiểu số mà trước đây đã từng là Chủ tịch tạm quyền.
| Chân dung | Tên | Tiểu bang | Đảng | Đảng | Nhiệm kỳ | Quốc hội khóa |
| --- | --- | --- | --- | --- | --- | ------------- |
| | Strom Thurmond | South Carolina | | Cộng hòa | 6 tháng 6 năm 2001 – 3 tháng 1 năm 2003                                                                                         | 107           |
| | Robert Byrd | West Virginia | | Dân chủ | 4 tháng 1 năm 2003 – 3 tháng 1 năm 2007                                                                                         | 108 → 109     |
| | Ted Stevens | Alaska | | Cộng hòa | 4 tháng 1 năm 2007 – 3 tháng 1 năm 2009                                                                                         | 110           |
| Bỏ trống từ 3 tháng 1 năm 2009 đến 6 tháng 1 năm 2015, không có Thượng nghị sĩ từ đảng thiểu số nào từng làm Chủ tịch tạm quyền | Bỏ trống từ 3 tháng 1 năm 2009 đến 6 tháng 1 năm 2015, không có Thượng nghị sĩ từ đảng thiểu số nào từng làm Chủ tịch tạm quyền | Bỏ trống từ 3 tháng 1 năm 2009 đến 6 tháng 1 năm 2015, không có Thượng nghị sĩ từ đảng thiểu số nào từng làm Chủ tịch tạm quyền | Bỏ trống từ 3 tháng 1 năm 2009 đến 6 tháng 1 năm 2015, không có Thượng nghị sĩ từ đảng thiểu số nào từng làm Chủ tịch tạm quyền | Bỏ trống từ 3 tháng 1 năm 2009 đến 6 tháng 1 năm 2015, không có Thượng nghị sĩ từ đảng thiểu số nào từng làm Chủ tịch tạm quyền | Bỏ trống từ 3 tháng 1 năm 2009 đến 6 tháng 1 năm 2015, không có Thượng nghị sĩ từ đảng thiểu số nào từng làm Chủ tịch tạm quyền | 111 → 113     |
| | Patrick Leahy | Vermont | | Dân chủ | 6 tháng 1 năm 2015 – 20 tháng 1 năm 2021                                                                                        | 114 → 117     |
| | Chuck Grassley | Iowa | | Cộng hòa | 20 tháng 1, 2021 – 20 tháng 1, 2025                                                                                             | 117 → 118     |
| | Patty Murray | Washington | | Dân chủ | 20 tháng 1, 2025 – đương nhiệm                                                                                                  | 119           |
| Dân chủ (3) • Cộng hòa (3) | | | | | |               |